# Macrospore
Macrosporen, megasporen of gynosporen zijn vrouwelijke sporen bij Embryophyta (landplanten), die kunnen uitgroeien tot een macrogametofyt (megagametofyt), waar zich de archegonia vormen.
Heterosporie of anisosporie is het verschijnsel dat de sporen in twee grootte-klassen voorkomen. De grote, vrouwelijke sporen heten macrosporen, gynosporen of megasporen; de kleinere, mannelijke sporen heten microsporen of androsporen. Heterosporie komt voor bij veel Embryophyta, met name bij bedektzadigen, bij naaktzadigen, bij veel varens, maar ook bij enkele mossen. Bij Equisetum (paardestaarten) komt een functionele heterosporie voor, maar geen morfologische heterosporie. Dus de sporen zijn gelijk van afmeting, maar de gametofyten die daaruit groeien zijn of mannelijk of vrouwelijk. De sporen heten "androspore", respectievelijk "gynospore".
Macrosporen worden door meiotische deling gevormd in een macrosporangium of nucellus. Bij enkele groepen verlaat de spore het sporangium, maar bij veel andere groepen blijft de spore binnen het sporangium. Vervolgens kiemt de spore en groeit er een voorkiem uit.
Bij Selaginella groeit de voorkiem binnen de wand van de macrospore. 
- Varens

"Varens
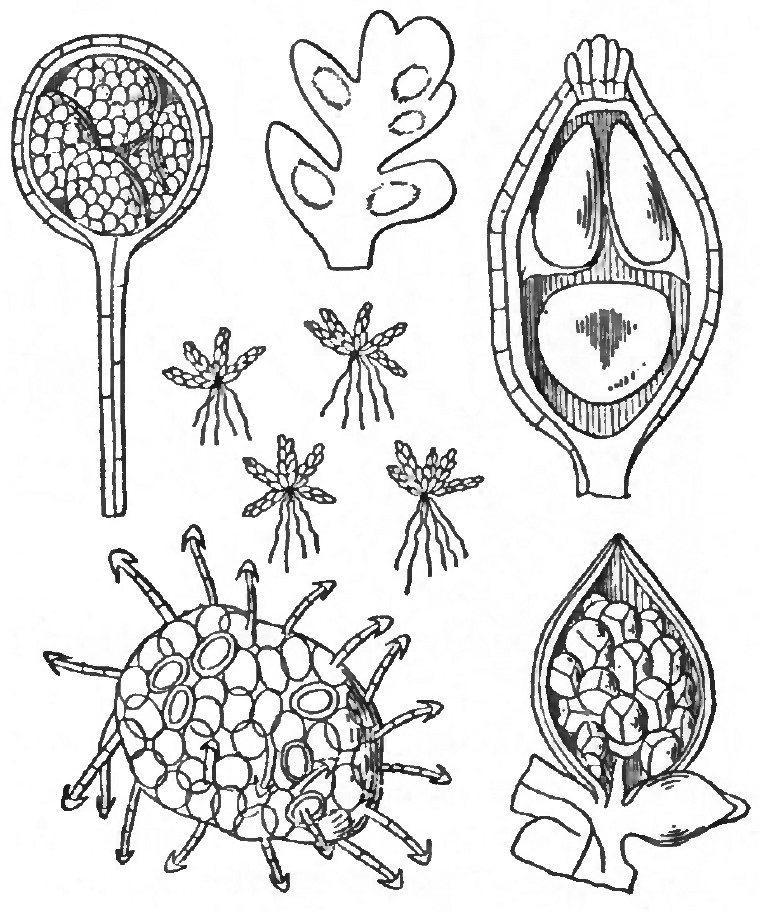
Kleine kroosvaren  (Azolla cristata), links de mannelijke sporocarp en microspore, rechts de vrouwelijke sporocarp en megaspore
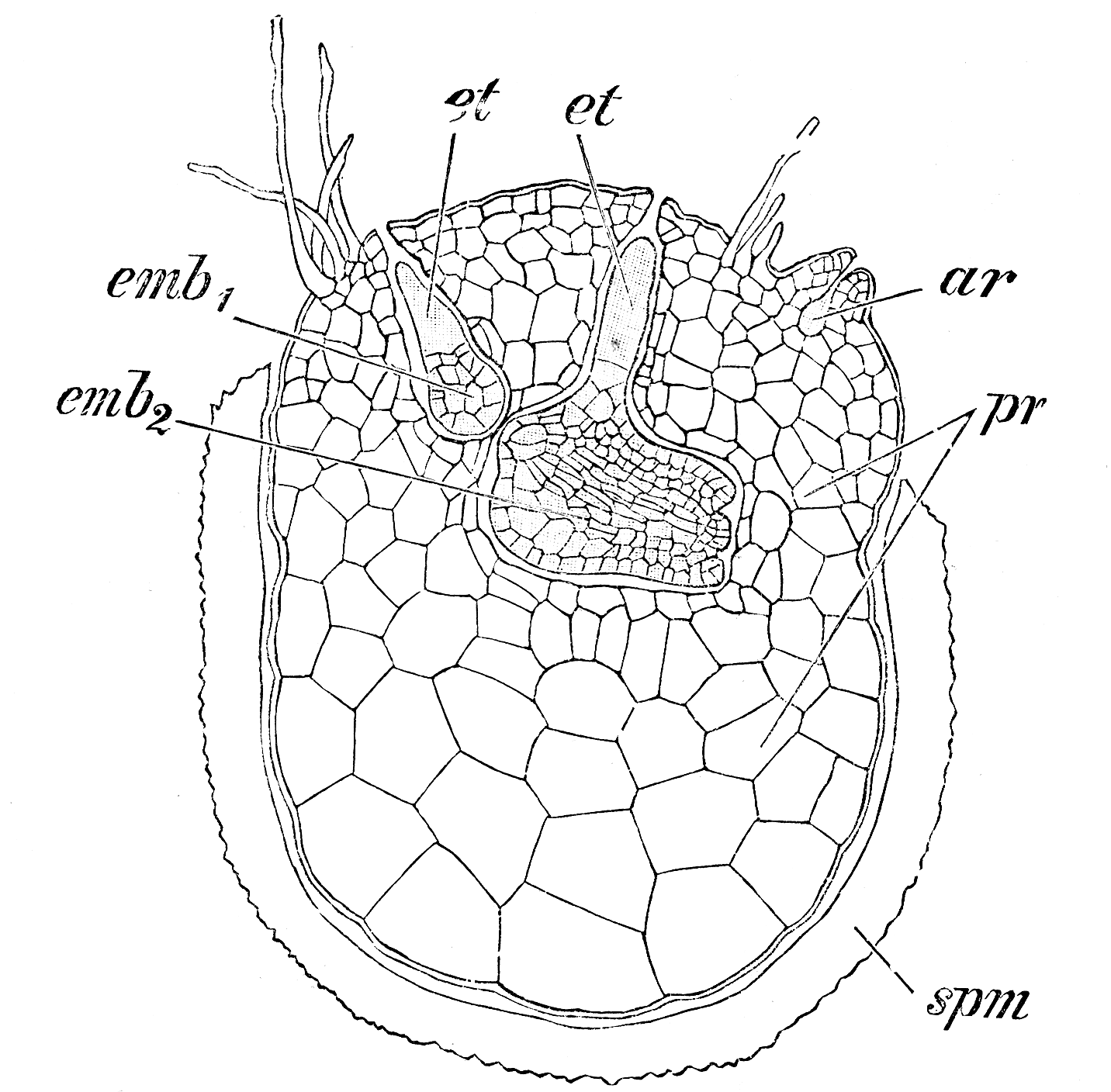
Kiemende macrospore van Selaginella; binnen de sporewand een megaprothallium met onbevrucht archegonium en 2 embryo's

Bij zaadplanten (naaktzadigen als bij bedektzadigen) is het macrosporangium omgeven door integumenten en wordt daar nucellus genoemd. De daarin gevormde macrosporen zijn kleiner dan de microsporen, die de stuifmeelkorrels (pollen) vormen. De macrosporen kiemen dan in de nucellus, en groeien daar uit tot een embryo.

Zaadplanten: zaadknop met nucellus (macrosporangium)
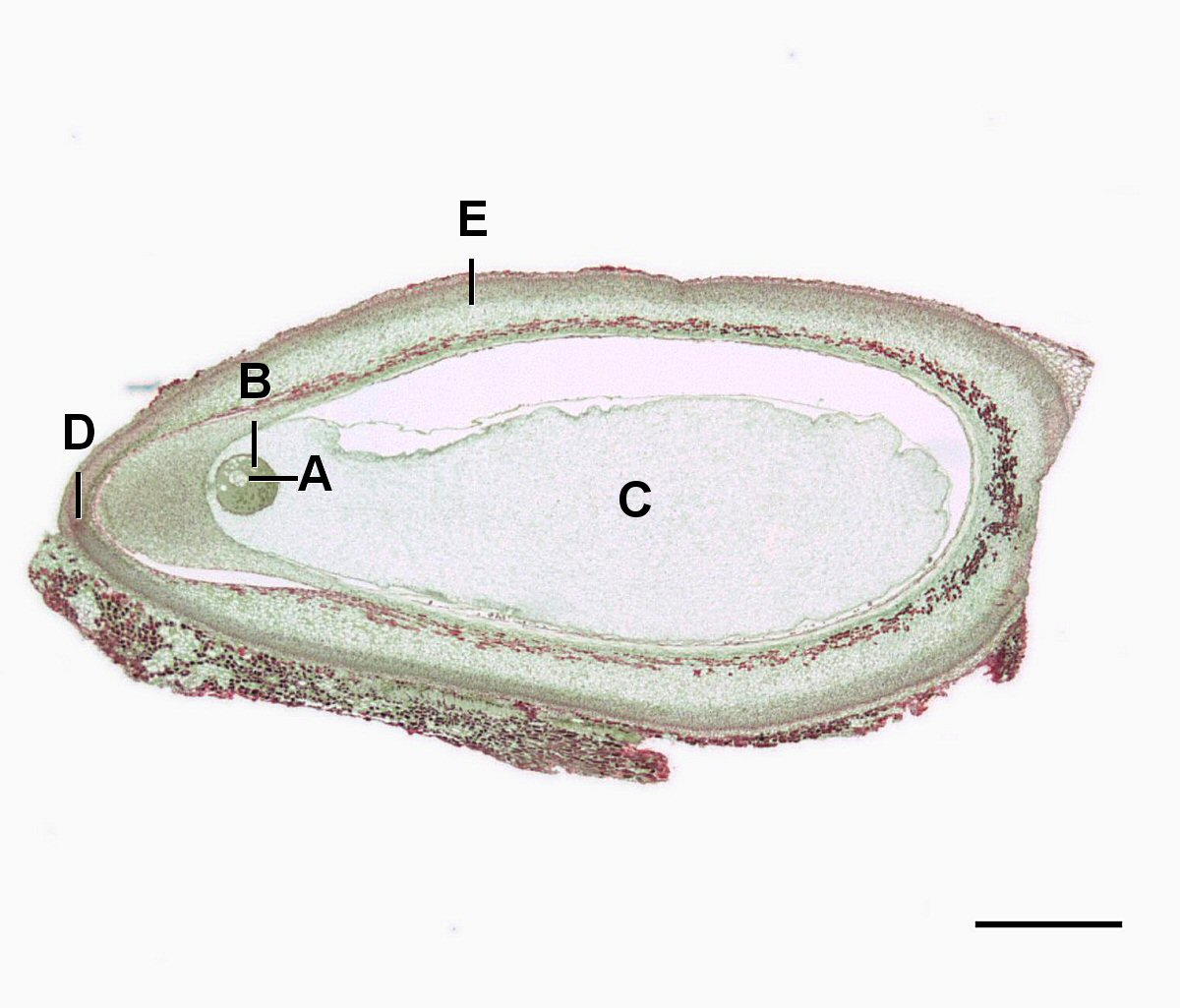
Pinus zaadknop overlangse doorsnede (0.6mm) A=eicel, B=archegonium, C=gametofyt, D=micropyle, E=integument
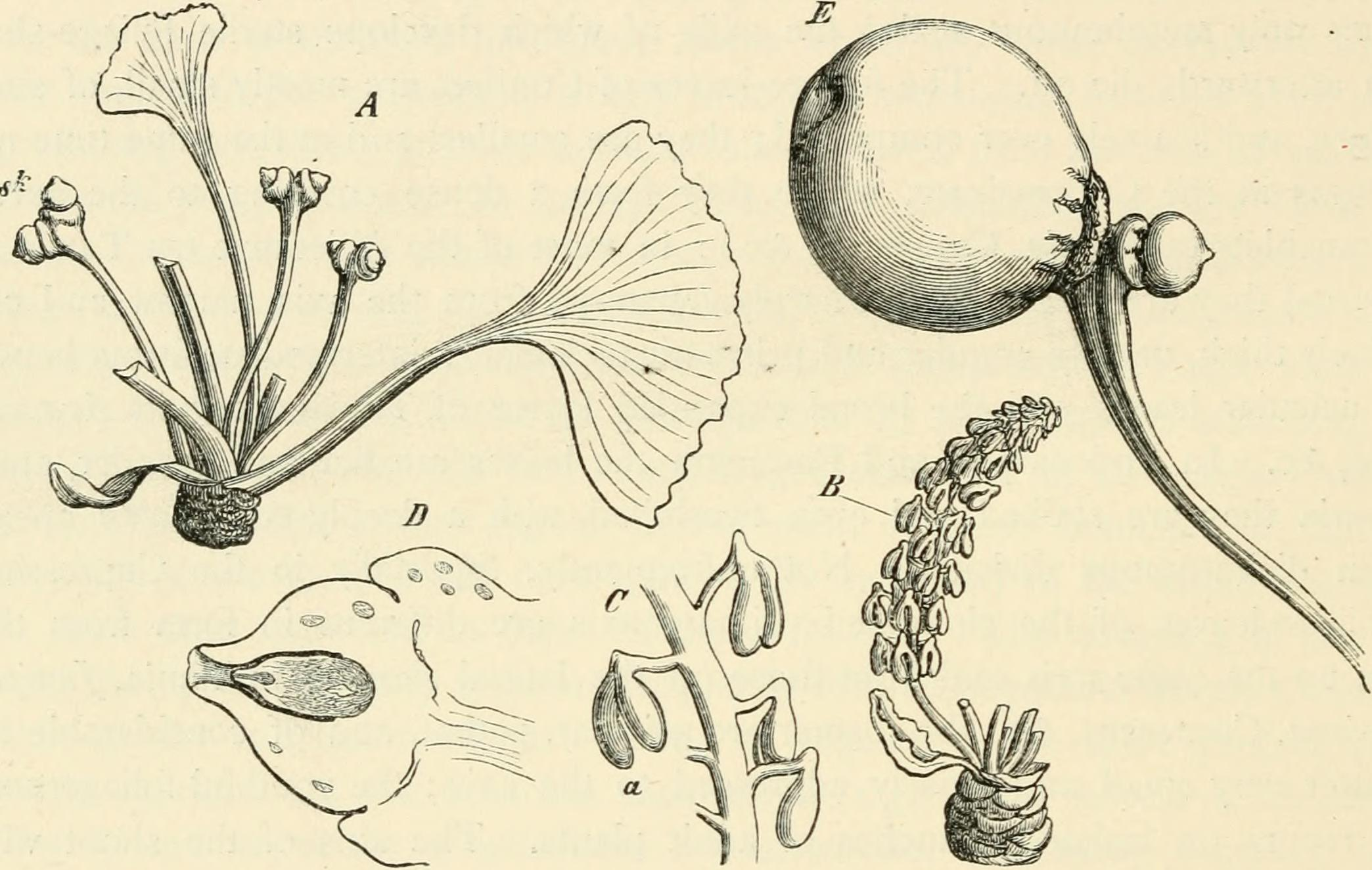
Ginkgo biloba, E. gesteelde zaadknoppen (rechts)

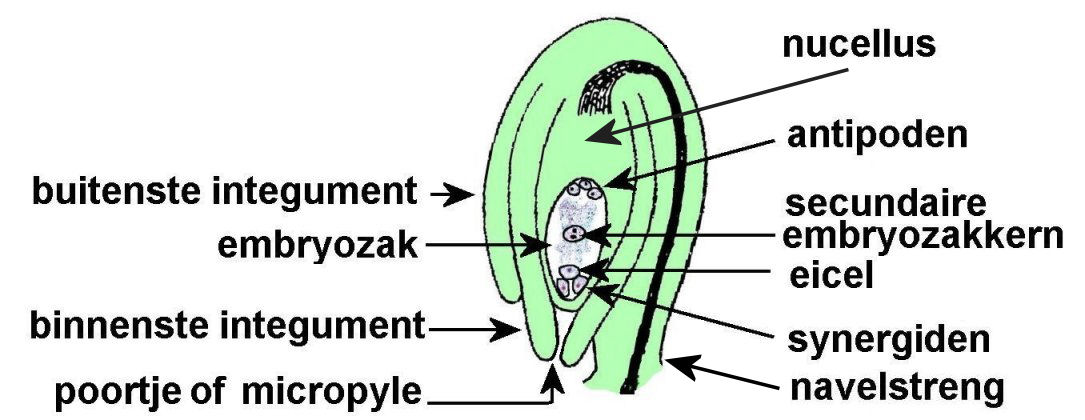
zaadknop (groen) met nucellus (ongekleurd)
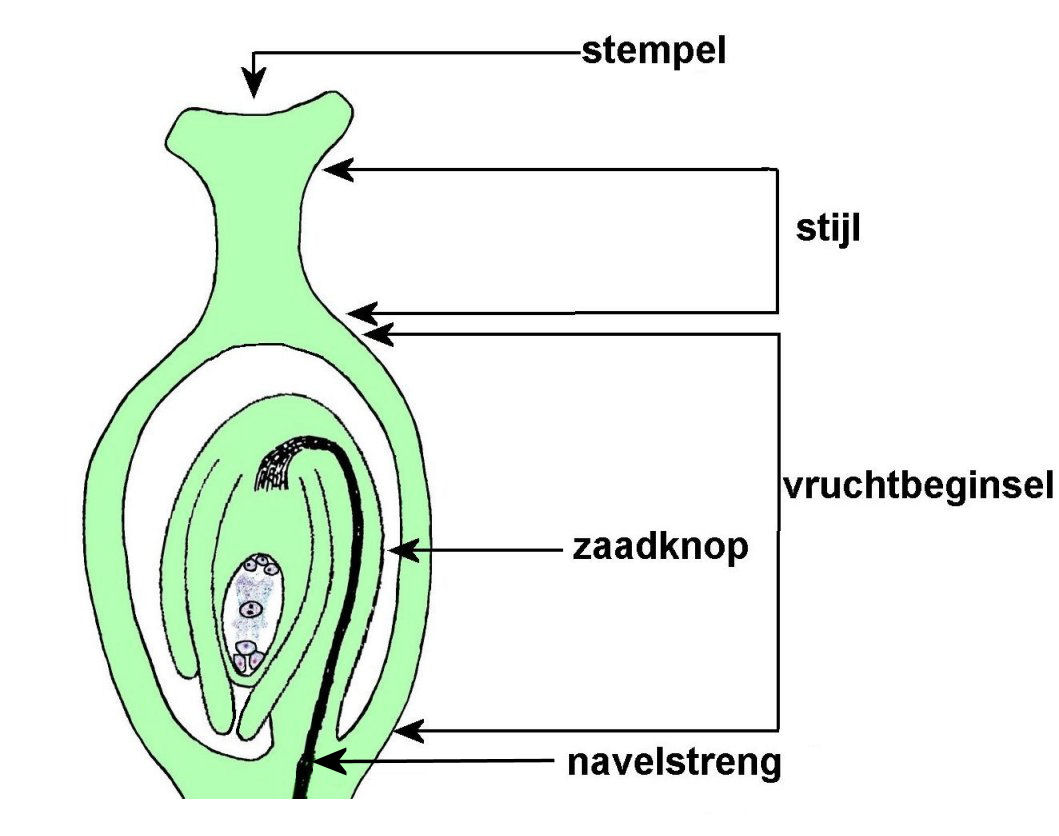
Eénzadig vruchtbeginsel bij bedektzadigen.

De mannelijke sporen heten microsporen. Uit een microsporen groeit een mannelijke microgametofyt.